# Tòa án Quốc tế về Luật Biển

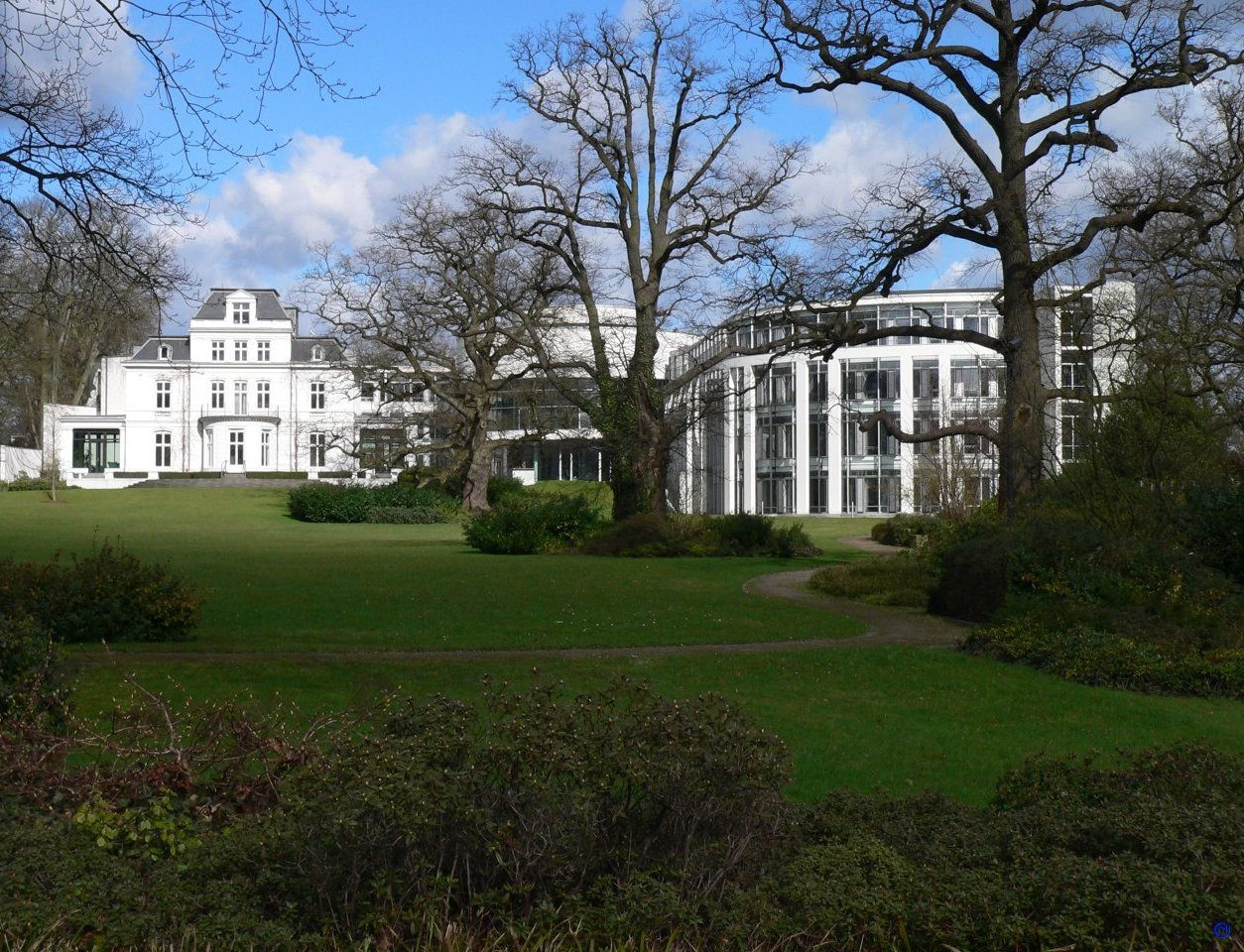
ITLOS nhìn từ Elbchaussee, bên sông Elbe.

Tòa án Quốc tế về Luật Biển viết tắt tiếng Anh ITLOS (International Tribunal for the Law of the Sea), tiếng Pháp TIDM (Tribunal international du droit de la mer), là một tổ chức liên chính phủ tạo ra bởi sự ủy nhiệm của Hội nghị Liên Hợp Quốc lần thứ ba về Luật Biển. Tòa được thành lập bởi Công ước Liên Hợp Quốc về Luật biển (UNCLOS), được ký tại Montego Bay, Jamaica, vào ngày 10 tháng 12 năm 1982. Công ước có hiệu lực vào ngày 16 tháng 11 năm 1994, và thành lập một khuôn khổ quốc tế cho luật trên "tất cả các không gian đại dương, việc sử dụng và nguồn tài nguyên của nó".
Tòa án đang có trụ sở tại Hamburg, Đức .
Công ước cũng thành lập Cơ quan Đáy biển Quốc tế ISA (International Seabed Authority), có trách nhiệm quy định về khai thác đáy biển vượt quá giới hạn của quyền tài phán quốc gia, đó là vượt ra ngoài giới hạn của lãnh hải, vùng tiếp giáp lãnh hải và thềm lục địa. Hiện được 167 thực thể ký, gồm 166 quốc gia và vùng lãnh thổ, cộng với Liên minh châu Âu.
Tòa án có thẩm quyền giải quyết tranh chấp giữa các quốc gia thành viên.

## Các thẩm phán hiện tại
| Nước               | Tên                             | Nhậm chức | Chủ tịch  | Phó chủ tịch |
| ------------------ | ------------------------------- | --------- | --------- | ------------ |
| Algérie            | Boualem Bouguetaia              | 2008      |           | 2014–        |
| Argentina          | Elsa Kelly                      | 2011      |           |              |
| Cabo Verde         | José Luis Jesus                 | 1999      | 2008–2011 |              |
| Trung Quốc         | Zhiguo Gao                      | 2008      |           |              |
| Pháp               | Jean-Pierre Cot                 | 2002      |           |              |
| Đức                | Rüdiger Wolfrum                 | 1996      | 2005–2008 | 1996–1999    |
| Ấn Độ              | P. Chandrasekhara Rao           | 1996      | 1999–2002 |              |
| Nhật Bản           | Shunji Yanai                    | 2005      | 2011–2014 |              |
| Liban              | Joseph Akl                      | 1996      |           | 2005–2008    |
| Malta              | David Joseph Attard             | 2011      |           |              |
| Ba Lan             | Stanisław Pawlak                | 2005      |           |              |
| Nga                | Vladimir Vladimirovich Golitsyn | 2008      | 2014–     |              |
| Sénégal            | Tafsir Malick Ndiaye            | 1996      |           |              |
| Nam Phi            | Albert J.Hoffmann               | 2005      |           | 2011–2014    |
| Hàn Quốc           | Jin-Hyun Paik                   | 2009      |           |              |
| Tanzania           | James L. Kateka                 | 2005      |           |              |
| Trinidad và Tobago | Anthony Amos Lucky              | 2003      |           |              |
| Ukraina            | Markiyan Z. Kulyk               | 2011      |           |              |
| México             | Alonso Gómez-Robledo Verduzco   | 2014      |           |              |
| Iceland            | Tomas Heidar                    | 2014      |           |              |
| Brasil             | Antonio Cachapuz de Medeiros    | 2016      |           |              |

## Các thẩm phán trước đây
| Nước               | Tên                         | Tại nhiệm | Tại nhiệm |
| ------------------ | --------------------------- | --------- | --------- |
| Argentina          | Hugo Caminos                | 1996      | 2011      |
| Bulgaria           | Alexander Yankov            | 1996      | 2011      |
| Belize             | Edward Arthur Laing         | 1996      | 2001      |
| Cameroon           | Paul Bamela Engo            | 1996      | 2008      |
| Trung Quốc         | Guangjian Xu                | 2001      | 2007      |
| Trung Quốc         | Lihai Zhao                  | 1996      | 2000      |
| Croatia            | Budislav Vukas              | 1996      | 2005      |
| Ghana              | Thomas A. Mensah            | 1996      | 2005      |
| Iceland            | Gudmundur Eiriksson         | 1996      | 2002      |
| Ý                  | Tullio Treves               | 1996      | 2011      |
| Nhật Bản           | Soji Yamamoto               | 1996      | 2005      |
| Hàn Quốc           | Choon-Ho Park               | 1996      | 2008      |
| Nga                | Anatoly Lazarevich Kolodkin | 1996      | 2008      |
| Tanzania           | Joseph Sinde Warioba        | 1996      | 2008      |
| Trinidad và Tobago | Lennox Fitzroy Ballah       | 2002      | 2003      |
| Tunisia            | Mohamed Mouldi Marsit       | 1996      | 2005      |
| Anh Quốc           | David Heywood Anderson      | 1996      | 2005      |
| Áo                 | Helmut Türk                 | 2005      | 2014      |
| Grenada            | L. Dolliver M. Nelson       | 1996      | 2014      |
| Brasil             | Vicente Marotta Rangel      | 1996      | 2015      |